# 城建云投大厦

城建雲投大廈，俗稱羅湖之冠，是中國深圳市的一座摩天大樓，位于红岭北路与泥岗东路交汇处，高407公尺、83層樓，於2021年動工、預計2026年完工，是深圳第三高樓。